# Смит (пролив)

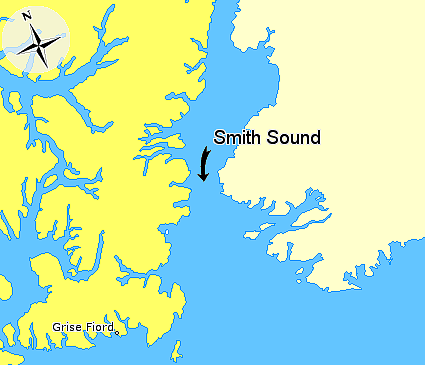
Пролив Смита на карте

Смит (англ. Smith Sound) — пролив в Северном Ледовитом океане, разделяет острова Гренландия и Элсмир.
Является северной частью пролива Нэрса. Соединяет море Баффина на юге и залив Кейна — на севере.
Был назван Уильямом Баффином в 1616 году по имени английского дипломата Томаса Смита. Причём сам Баффин, как и некоторые его последователи, использовал название Залив сэра Томаса Смита (Sir Thomas Smith’s Bay), так как считал, что это залив, ведущий к горной цепи, которую он назвал Холмами Крокера (Crocker Hills). То, что это не так, окончательно выяснилось лишь к середине XIX века.